# Henry Chamberlain (2e baronnet)
Henry Chamberlain, 2e baronnet (2 octobre 1796 - 8 septembre 1843) est un officier de l'armée britannique de l'Artillerie royale et un artiste dont la série de dessins du Brésil est bien connue à son époque.

## Biographie
Il est le deuxième des baronnets Chamberlain, en tant que fils aîné et héritier de Henry Chamberlain (1er baronnet), diplomate britannique au Brésil, et de sa première épouse Elizabeth Harrod.
Alors qu'il est lieutenant de l'Artillerie royale, il rend visite à son père au Brésil en 1819-1820. Là-bas, il peint une série de vues et de costumes de la ville et du quartier de Rio de Janeiro, au Brésil. Le Centre d'études brésiliennes de l'Université d'Oxford possède un album de dessins de lui, réalisés entre 1819 et 1820, avec des explications descriptives. Ses aquarelles forment la base d'un célèbre album de 36 lithographies, chacune accompagnée d'une explication détaillée du sujet particulier, intitulé Vues et costumes de la ville et du quartier de Rio de Janeiro. Il tente d'illustrer l'ensemble de la société de Rio de Janeiro, y compris les esclaves travaillant dans la rue. Les critiques d'art notent une précision remarquable dans ses représentations de paysages urbains, qui permettent de reconstituer la disposition de certains lieux, mais les personnes qui les peuplent apparaissent plutôt plates. L'art de Chamberlain est décrit comme montrant l'humour typique des artistes anglais du XVIIIe siècle comme William Hogarth.
Il atteint le grade de capitaine et sert en Nouvelle-Zélande et aux Bermudes où il meurt en 1843.
Chamberlain épouse le 11 mai 1826, Harriet (décédée le 30 avril 1866), fille de R. Mullen, lieutenant-colonel du 1er régiment d'infanterie. Ils ont des descendants, dont leur fils et héritier Henry Orlando Robert Chamberlain, 3e baronnet (1828-1870),.